# Monarquía maorí
El Māori King Movement,  Movimiento de la monarquía maorí o Kīngitanga es un movimiento que surgió entre algunas de las  tribus de Māori de Nueva Zelanda en el centro de la Isla Norte en la década de 1850, para establecer un papel similar en estatus al del monarca de los colonos británicos, como una forma de detener la enajenación de la tierra de Māori. El monarca de Māori opera en una capacidad no constitucional sin poder legal o judicial dentro del gobierno de Nueva Zelanda. Los monarcas reinantes conservan la posición de jefe supremo de varias tribus —iwi— y ejercen cierto poder sobre ellas, especialmente en Tainui, donde la monarquía está casi exclusivamente asociada.
La actual monarca Māori, Ngā Wai Hono i te Pō, fue elegida en 2024 y su residencia oficial es la Casa  Tūrongo en Tūrangawaewae marae en la ciudad de Ngāruawāhia. Ella es la octava monarca desde que se creó el cargo y es la continuación de una dinastía que se remonta al rey inaugural, Pōtatau Te Wherowhero.
El uso del título de «Māori King» ha sido cuestionado por varios líderes de Māori, entre ellos los del norte. En su discurso, David Rankin, un líder del iwi Ngāpuhi de Northland, explica que el monarca no es el rey de todos los Māori. El argumento afirma que al reclamar Kīngitanga la propiedad de tal título, el rangatiratanga y el mana de iwi no asociados (o fuertemente asociados) con el movimiento se reduce, infringiendo así su identidad y autonomía como Māori e iwi.
El movimiento surgió entre un grupo de iwi de la Isla Norte central en la década de 1850 como un medio para lograr la unidad de Māori para detener la enajenación de tierras en un momento de rápido crecimiento demográfico por parte de los colonos europeos. Asumió la apariencia de un gobierno alternativo con su propia bandera, periódico, concejales, magistrados y fuerzas del orden. Pero fue visto por el gobierno colonial como un desafío a la supremacía de la monarquía británica, lo que a su vez llevó a la invasión de Waikato en 1863, motivada en parte por una campaña para neutralizar el poder y la influencia de Kīngitanga. Después de su derrota en Ōrākau en 1864, las fuerzas de Kīngitanga se retiraron a un denso bosque en un área de la Isla Norte que se conoció como el «País del Rey».

## Historia

### Antecedentes

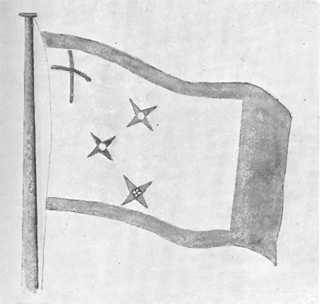
La bandera izada en Ngāruawāhia en la proclamación de Pōtatau Te Wherowhero como rey maorí, dibujada en 1863

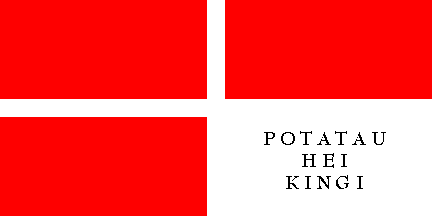
Una de las primeras banderas del Movimiento Rey Māori que se usó durante el reinado de Potatau Te Wherowhero

Desde principios de la década de 1850, North Island Māori se vio sometida a una presión cada vez mayor para satisfacer la demanda de tierras cultivables de los colonos europeos. Mientras que los maorís cultivaban áreas pequeñas, dependiendo de extensos bosques para bayas, aves y raíces, los colonos expandieron su capacidad de producción quemando bosques y helechos y plantando semillas de pasto en las cenizas. Algunos jefes influyentes, entre ellos Te Rauparaha, se opusieron a la venta de tierras en la década de 1840 culminando en el  «Masacre de Wairau» de 1843, y el punto de vista se generalizó en la década siguiente, ya que Pakeha finalmente superó en número a Māori y el Departamento de Compra de Tierras Indígenas del gobierno colonial adoptó métodos sin escrúpulos para asumir la propiedad, entre los que se incluían ofertas a los jefes o a pequeños grupos de propietarios. Los tratos con Māori individuales o grupos que no representaban intereses mayoritarios también arrastraron a Māori a disputas entre sí. A medida que la frontera blanca invadía aún más sus tierras, a muchos les preocupaba que su tierra y su raza fueran pronto invadidas.
Aproximadamente desde 1853 Māori comenzó a revivir los antiguos runanga tribales o principalmente los consejos de guerra donde se planteaban los problemas de la tierra y en mayo de 1854 se celebró en Manawapou, en el sur de Taranaki, una gran reunión, que atrajo a muchos de los líderes de Māori, en la que los oradores instaron a una oposición concertada a la venta de tierras.: 62–63  Las reuniones proporcionaron un foro importante para el hijo de Te Rauparaha, el cristiano converso Tamihana Te Rauparaha, quien, en 1851, había visitado Inglaterra donde había sido presentado a la  Reina Victoria. Tamihana Te Rauparaha había regresado a Nueva Zelanda con la idea de formar un reino Māori, con un rey gobernando sobre todas las tribus, y usó la runanga para asegurar el acuerdo de los influyentes jefes de las Islas del Norte con su idea.[8] El kotahitanga, o movimiento de unidad, tenía como objetivo llevar a Māori la unidad que era una fuerza obvia entre los europeos. Se creía que al tener un monarca que pudiera reclamar un estatus similar al de la Reina Victoria, Māori podría lidiar con Pākehā (los europeos) en pie de igualdad. También se pretendía establecer un sistema de ley y orden en las comunidades por las que el gobierno de Auckland había mostrado hasta ahora poco interés.: 112 
La Biblia se usaba tradicionalmente durante la coronación de un monarca.

### Pōtatau Te Wherowhero

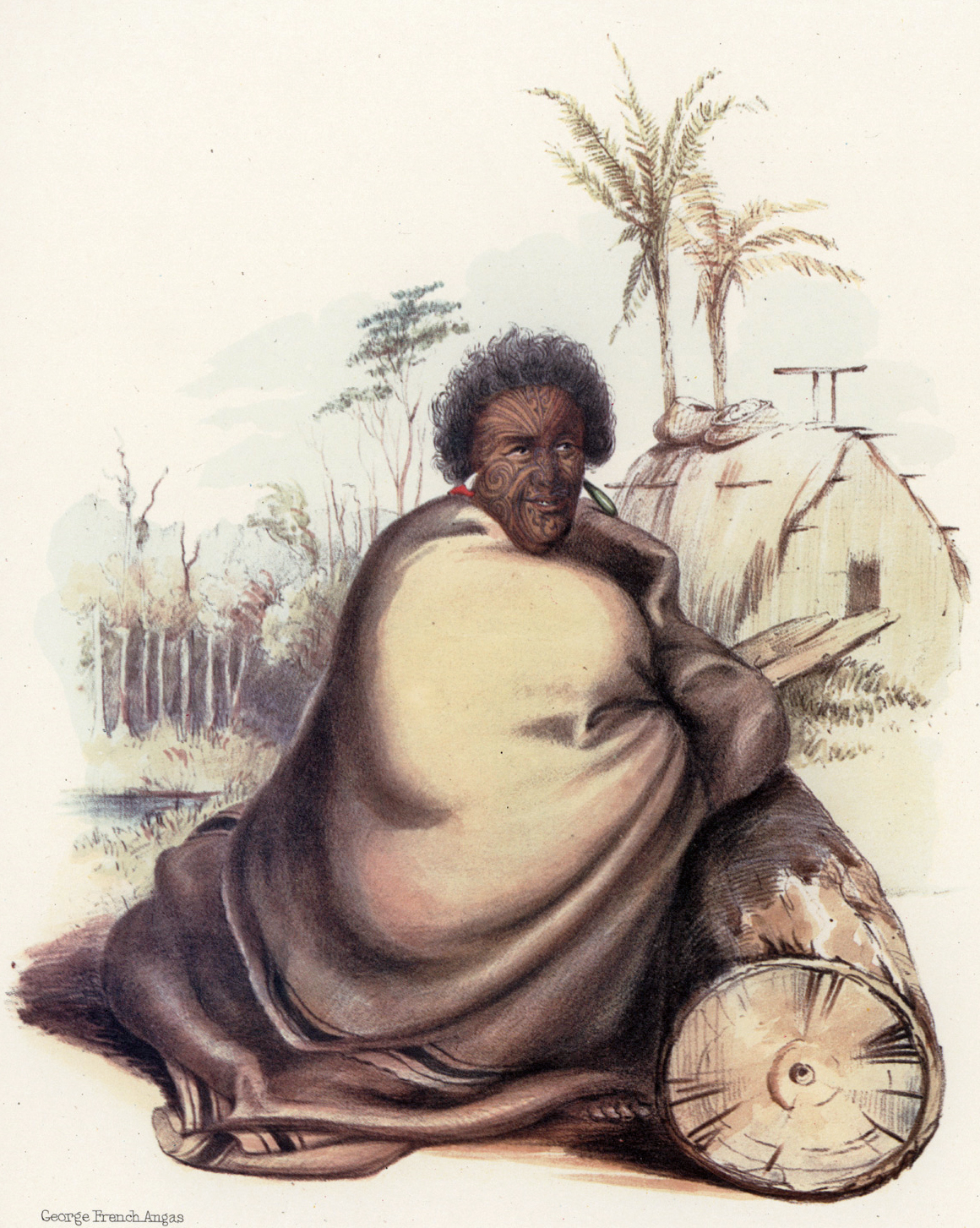
El primer rey maorí, Pōtatau Te Wherowhero

Varios candidatos de las Islas del Norte a los que se les pidió que se presentaran se negaron; en febrero de 1857, unas semanas después de una reunión intertribal clave en Taupō, Wiremu Tamihana, un jefe de Ngāti Hauā iwi en el este de Waikato, circuló una propuesta para nombrar como rey al anciano y jefe de alto rango de Waikato, Te Wherowhero, y se organizó una reunión importante para que Rangiriri se ocupara de ella en abril. Te Wherowhero, que entonces tenía unos 80 años, era descendiente de Hoturoa, capitán de la canoa Tainui.; tenía conexiones con otros iwi y provenía de una línea de jefes de combate exitosos. Él mismo había sido un destacado combatiente en los días de guerra tribal, se había hecho amigo del Gobernador Gray y se consideraba a sí mismo como un amigo de la Pākehā. También contaba con muchos recursos: pudo contar con la asistencia de 5000 seguidores inmediatos y su territorio de Waikato tenía una gran cantidad de alimentos en sus ríos y lagos y vastas áreas de cultivos de papa y trigo.: 23–34 
Después de su decadencia inicial, no estaba dispuesto a emprender nuevas empresas a su edad y fue descrito por un visitante europeo como ciego y decrépito, al borde mismo de su tumba.: 23–34  Te Wherowhero aceptó en septiembre de 1857 dirigir el reinado y en junio de 1858 fue coronado en Ngāruawāhia, adoptando más tarde el nombre de Pōtatau Te Wherowhero o simplemente Pōtatau.: 68–72, 83 
En su discurso de aceptación, Pōtatau subrayó el espíritu de unidad simbolizado por la realeza e hizo un llamamiento a su pueblo para que «se aferrara al amor, a la ley y a la fe en Dios». Con el tiempo, el «Movimiento del Rey» llegó a tener una bandera, un consejo de estado, un código de leyes, un «magistrado residente del Rey», la policía, un agrimensor y un periódico, Te Hokioi, todo lo cual dio al movimiento la apariencia de un gobierno alternativo. Las vidas de sus seguidores recibieron un nuevo propósito con la legislación, los juicios y las largas reuniones y debates. Señaló el historiador Michael King: 

A los ojos de sus partidarios, los jefes que lo habían criado lo habían convertido en un depositario de su propio mana y tapu y del de sus tierras. Pōtatau era ahora un hombre de prestigio y sacralidad intensificados. Esta creencia era para impulsar a la gente a hacer todo lo posible para defender la realeza y, posteriormente, luchar por ella.

Pōtatau proclamó el límite que separa su autoridad de la del Gobernador, diciendo: 

Dejemos que Maungatautari sea nuestra frontera. No invadan este lado. Del mismo modo, no debo poner un pie en ese lado

. El Rey preveía una administración conjunta en la que gobernara en territorio aún bajo el título consuetudinario, mientras que el Gobernador gobernaba en áreas adquiridas por la Corona.: 112–113 
El gobernador Thomas Gore Browne había estado observando con preocupación los acontecimientos. En junio de 1857 escribió a Londres que «no percibo ningún tipo de peligro del movimiento actual, pero es evidente que el establecimiento de una nacionalidad separada por parte de los maoríes en cualquier forma o forma si se perseverara en ella terminaría tarde o temprano en colisión». Aunque todavía no había señales de que el movimiento estuviera desarrollando un espíritu agresivo, Browne pronto comenzó a expresar su temor de que "se resuelva en un conflicto de raza y se convierta en la mayor dificultad política con la que hemos tenido que lidiar".
El reconocimiento del nuevo Rey, sin embargo, no fue inmediato: aunque hubo un amplio respeto por los esfuerzos del movimiento por establecer una "liga de la tierra" para frenar la venta de tierras, el papel de Pōtatau fue fuertemente abrazado solo por Waikato Māori, con iwi del norte de Auckland y el sur de Waikato mostrándole un escaso reconocimiento. Algunos opositores descartaron el Kīngitanga como un movimiento exclusivamente Waikato.  A lo largo de 1859, los emisarios del King Movement viajaron a través de la Isla Norte, incluyendo Taranaki, Wanganui y Hawkes Bay, buscando nuevos adherentes, con iwi a veces divididos en su apoyo. Incluso dentro del movimiento se dijo que había una profunda división: el historiador Keith Sinclair afirmó que los "moderados" se alineaban con Wiremu Tamihana y que los "extremistas antieuropeos" seguían a  Ngāti Maniapoto jefe de Maniapoto y señor de la guerra Rewi Maniapoto, aunque Belich y el historiador Vincent O'Malley lo cuestionan, diciendo que ambas facciones estaban impulsadas por objetivos y preocupaciones compartidos y que las divisiones habían sido exageradas por los historiadores. Las rivalidades tribales también pueden haber debilitado la unidad, observó el historiador B.J. Dalton: «Fuera del Waikato, el Movimiento de los Reyes apelaba sobre todo a la generación más joven, que no veía otra manera de obtener el mana que sus padres habían ganado en la batalla».: 83 
El 10 de abril de 1860, tres semanas después del comienzo de las  guerras Taranaki, los diputados de las tribus de la costa oeste Te Āti Awa y Ngā Ruanui asistieron a una reunión de Waikato Māori en Ngāruawāhia y ofrecieron su lealtad formal al rey. Las discusiones en esa reunión, y en una segunda reunión en Peria seis semanas después, que atrajo a un gran grupo de partidarios del bajo Waikato, se centraron en las hostilidades en Taranaki y en la cuestión de si el Movimiento del Rey debía intervenir. Una facción de moderados dentro del movimiento tomó la decisión contra la participación directa, pero las noticias de las reuniones llevaron al pánico en Auckland sobre la posibilidad de un ataque a la capital en Māori, lo que a su vez provocó lo que Dalton describió como «un estado de ánimo de salvaje venganza hacia todos Māori».: 110–112  A finales de junio de 1860, un gran número de Waikato Māori viajó a Taranaki para reforzar a Te Āti Awa. El jefe de los Awa, Wiremu Kīngi, se unió a las fuerzas y al saqueo de granjas abandonadas, pero la intervención fue desorganizada y a escala limitada, aliviando a los colonos de Taranaki del temor de una participación a gran escala en Kīngitanga.
Pōtatau murió de gripe el 25 de junio de 1860 y fue sucedido por su hijo, Matutaera Tāwhiao

### Matutaera Tāwhiao

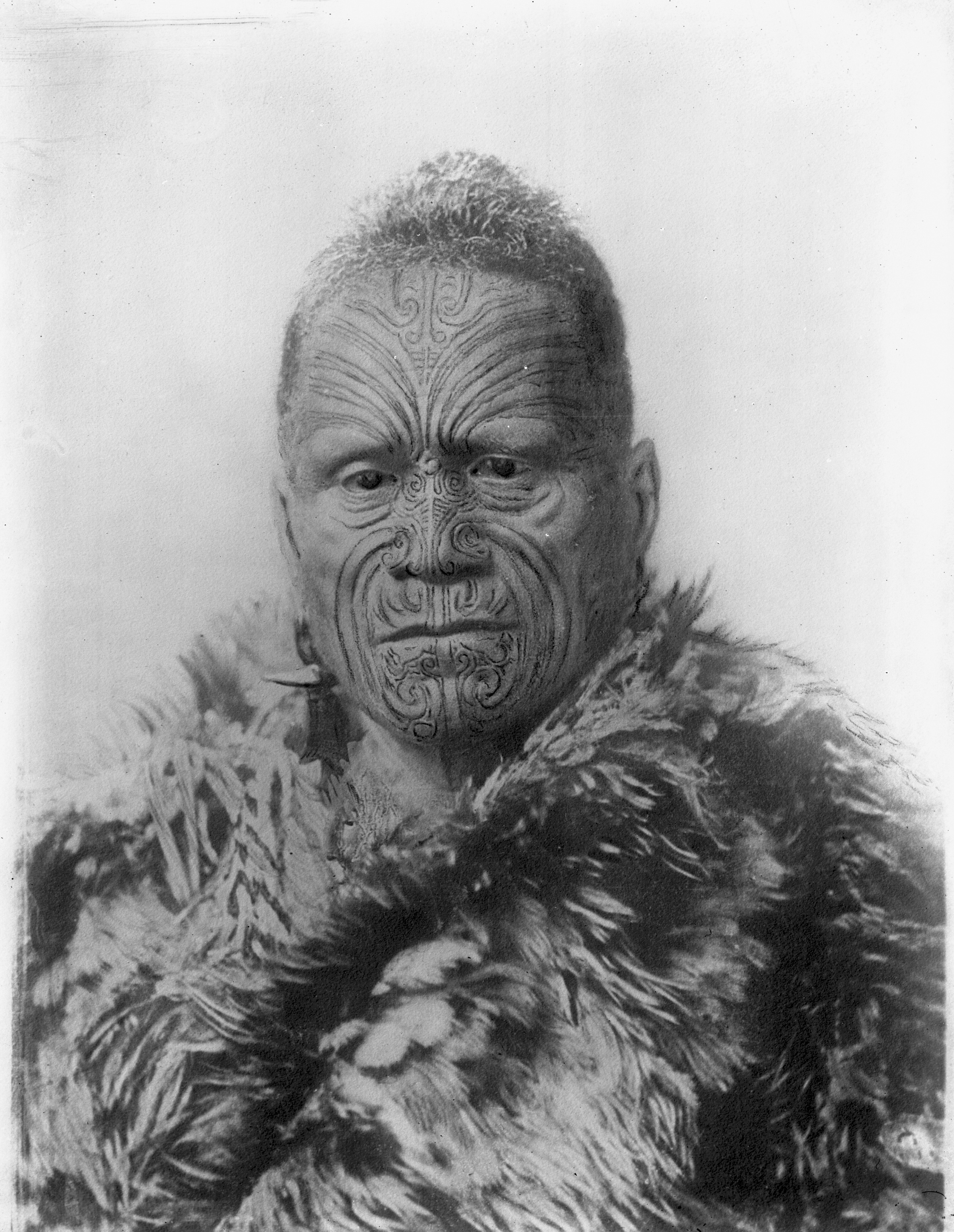
Tāwhiao, el segundo rey maorí (1860–1894)

La sucesión de Tāwhiao al cargo de King coincidió con un período de creciente fricción entre Māori y el gobierno de los colonos de Auckland sobre cuestiones de propiedad de la tierra y soberanía. Las hostilidades en torno a la compra de tierras en Taranaki se extendieron y estallaron en una serie de conflictos que se conocieron como las  Guerras de Nueva Zelanda.
Tamihana, un estratega venerado como el "hacedor de reyes", expresó la preocupación clave del movimiento Kīngitanga en una carta a Browne al final de la Primera Guerra Taranaki en 1861. Dijo que las tribus Waikato nunca habían firmado el Tratado de Waitangi y que Māori era una nación separada. «No deseo echar a la Reina de esta isla, sino de su propio pedazo (de tierra). Debo ser la persona que pase por alto mi propia obra», escribió. Pero Browne consideró la postura de Kīngitanga como un acto de deslealtad; sus planes para la invasión de Waikato fueron alimentados en gran parte por su deseo de mantener "la supremacía de la Reina" frente al desafío de Kīngitanga.: 128, 131  El sucesor de Browne, sir George Grey, dijo en una gran reunión de Māori en Taupari, cerca de la desembocadura del río Waikato, en diciembre de 1861, que el movimiento del Rey era malo y debía ser abandonado. El 9 de julio de 1863, Grey emitió un ultimátum para que todos los que vivían en Auckland y los Waikato prestaran juramento de lealtad a la Reina Victoria o fueran expulsados al sur del río Waikato; tres días después, las tropas cruzaron al territorio de Waikato para comenzar su invasión.
Las fuerzas de Kīngitanga se vieron obligadas a librar una guerra defensiva basada en la frustración y la desaceleración de su enemigo, pero fueron incapaces de prevalecer sobre un ejército profesional de tiempo completo con una fuerza de trabajo y fuego casi ilimitada.
Tāwhiao y sus seguidores cercanos huyeron a los valles de piedra caliza del territorio de Maniapoto, que posteriormente fue conocido como el «País del Rey», declarando que los europeos corrían el riesgo de morir si cruzaban el aukati o el límite de la tierra confiscada. El Gobernador Grey, mientras tanto, comenzó a dirigir a través de la legislación del Parlamento la toma generalizada de la tierra de los "rebeldes" Māori. La confiscación de 486 500 hectáreas de tierra, incluidas las zonas fértiles cultivadas, los cementerios y las zonas que han estado habitadas durante siglos, fue un duro golpe para Waikato Māori. En 1869 y 1870 Tāwhiao fue desafiado por el profeta  Ringatū y líder guerrillero Te Kooti a reanudar las hostilidades contra el gobierno para tratar de recuperar las tierras confiscadas. Tawhiao, sin embargo, había renunciado a la guerra y declaró 1867-68 como el "año del cordero" y el "año de la paz"; en abril de 1869 había emitido otra proclama que "la matanza del hombre por el hombre ha de cesar". Aunque había elementos radicales en el movimiento Kīngitanga que estaban a favor de la reanudación de la guerra, incluyendo a Rewi Maniapoto y posiblemente al propio Tāwhiao, los moderados continuaron advirtiendo al Rey que tenían pocas posibilidades de éxito y se arriesgaban a ser aniquilados al involucrarse en las acciones de Te Kooti.: 280–281 
Tāwhiao permaneció en el exilio durante 20 años, vagando por los asentamientos de Maniapoto y Taranaki, adoptando una visión del Antiguo Testamento de sí mismo como líder ungido de un pueblo escogido que deambula por el desierto en espera de la liberación de su herencia.

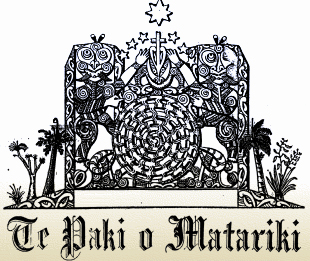
Cabecera de Te Paki o Matariki, periódico del Kīngitanga (Movimiento del Rey Maorí), edición del 8 de mayo de 1893. Esto representa a Matariki o las Pléyades como precursoras del buen clima y los esfuerzos fructíferos.

A partir de la década de 1870, el gobierno, dispuesto a impulsar un enlace ferroviario norte-sur a través del centro de la Isla del Norte y a abrir el País del Rey a más colonos, comenzó a acercarse a Tāwhiao para ofrecer condiciones de paz. Grey, ahora primer ministro de Nueva Zelanda, visitó al Rey en mayo de 1878 para ofrecerle "tierras en la orilla izquierda del Waipa, 500 acres en Ngāruawāhia, tierras en todos los municipios", así como ayuda económica y derechos sobre carreteras y terrenos. Tāwhiao rechazó la oferta. Tres años más tarde, en julio de 1881, convocó al magistrado residente William Gilbert Mair a una reunión en Alexandra, hoy conocida como Pirongia, donde él y 70 seguidores depusieron sus armas, luego dejaron a su lado 70 palomas asadas y una cola de abanico, explicando: "Esto significa paz".
Viajó a Londres en 1884 con el diputado maorí occidental Wiremu Te Wheoro para dirigir una delegación con una petición a la Corona acerca de los reclamos de tierras de Māori pero se le negó una audiencia con la Reina. De vuelta en Nueva Zelanda en 1886 y buscando soluciones a los problemas de Māori a través de las instituciones de Māori, solicitó al ministro Nativo John Ballance el establecimiento de un Consejo Māori "para todos los jefes de esta isla". Cuando esta propuesta también fue ignorada, creó su propio Kauhanganui, un parlamento Kīngitanga, en Maungakawa en 1892. Aunque todos los iwi de la Isla Norte fueron invitados a asistir, la participación se limitó principalmente a los Waikato, Maniopoto y Hauraki, que ya formaban parte del Movimiento del Rey. Las discusiones de la asamblea incluyeron procedimientos en el Parlamento nacional, interpretaciones del Tratado de Waitangi, la cuestión de la confiscación y las condiciones para la venta de tierras, pero sus deliberaciones y recomendaciones fueron ignoradas o ridiculizadas por el Parlamento y los funcionarios públicos. El establecimiento del Kauhanganui de Tāwhiao coincidió con la formación de un Parlamento en Waipatu Marae en Heretaunga. Este parlamento, que consistía en 96 miembros de las Islas del Norte y del Sur bajo la dirección del primer ministro Hāmiora Mangakāhia, se formó como parte del Movimiento Kotahitanga (unificación), al que Tāwhiao se negó a unirse.: 165–171 
Desde aproximadamente 1886 hasta alrededor de 1905 también tuvo un banco, el Banco de Aotearoa, que operaba en Parawera, Maungatatauri y Maungakawa.
Tāwhiao también instituyó un sistema de visitas poukais anuales del Rey a Kīngitanga marae, que él ideó como un medio de atraer a la gente de vuelta a sus marae en un día fijo cada año. Los poukais se convirtieron más tarde en reuniones de consulta regulares entre los líderes de Kīngitanga y sus seguidores, donde también se recaudaron fondos para cubrir los gastos del movimiento y el mantenimiento de las maras locales.
Tāwhiao murió repentinamente el 26 de agosto de 1894 y fue sucedido por su hijo mayor, Mahuta Tāwhiao

### Mahuta Tāwhiao

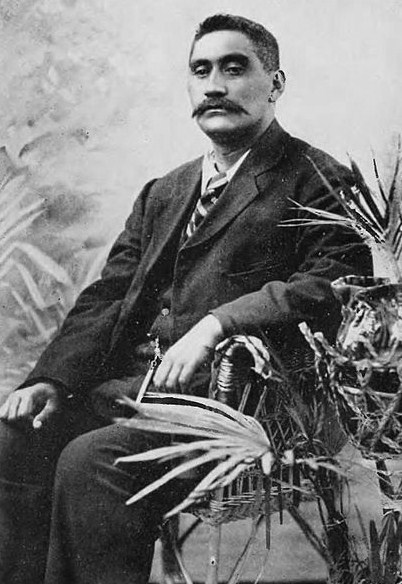
Mahuta Tāwhiao, tercer rey maorí, quien fue coronado en 1894

Mahuta, nació alrededor de 1854, creció durante las guerras de la década de 1860 y el exilio que siguió; no recibió educación europea y hablaba poco inglés. En el momento de su coronación, el apoyo al Movimiento del Rey había disminuido y sus seguidores estaban limitados principalmente a las tribus Tainui en Waikato y Ngāti Maniopoto de la Patria del Rey.
Desde el comienzo de su reinado, Mahuta se interesó por la política: presionó al gobierno para que compensara las confiscaciones de tierras de la década de 1860, patrocinó a un pariente, Henare Kaihau, para el electorado maorí occidental y desde finales de la década de 1890 mantuvo frecuentes contactos con el primer ministro Richard Seddon y el ministro de Asuntos Indígenas James Carroll, el primero en ocupar un cargo en el gabinete. Mahuta era un defensor de la conciliación entre Māori y Pākehā; según el historiador Michael King, Seddon aprovechó su buena voluntad y su ingenuidad para conseguir la venta de más tierras en Māori Seddon invitó a Mahuta a Wellington como miembro del Consejo Legislativo (Cámara Alta) y a formar parte del Consejo Ejecutivo como "Ministro representante de la raza maorí" A pesar de la oposición generalizada de Waikato Māori, que temía que fuera un intento de neutralizar el Movimiento del Rey, Mahuta aceptó y juró en mayo de 1903. Confió la realeza a su hermano menor Te Wherowhero Tawhiao, pero volvió a la realeza el 21 de mayo de 1910, desilusionado con el proceso político al tratar con las demandas de confiscación.
A lo largo de los años de Mahuta como rey, Waikato estuvo inmerso en una depresión económica y social. Muchos de ellos carecían de tierras y eran indigentes a causa de las confiscaciones, mientras que los que aún poseían tierras no podían hacerlas productivas. La zona tenía graves problemas de salud, con constantes brotes de epidemias de fiebre tifoidea, gripe, sarampión y tos ferina. Las condiciones sanitarias eran generalmente deficientes, el desempleo elevado, la embriaguez generalizada y las tasas de escolarización de los niños muy bajas.
En 1911 Mahuta retiró su apoyo a Kaihau en Maorí Occidental después de descubrir que había presidido la pérdida de ₤50 000 de los fondos de Kīngitanga y usó a su sobrina, Te Puea Herangi, para conseguir apoyo para el médico y exfuncionario médico del Departamento de Salud Maui Pomare en la elección general de ese año. Pomare ganó el escaño por 565 votos. La participación de Te Puea en la campaña a favor de la candidata preferida de Mahuta marcó su ascenso a la posición de organizadora principal del Movimiento del Rey, un papel que desempeñó hasta su muerte en 1952.: 54–63 
La salud de Mahuta empeoró a lo largo de 1912 y murió el 9 de noviembre, a la edad de 57 años.

### Te Rata Mahuta
El hijo mayor de Mahuta, Te Rata, que entonces tenía entre 30 y 33 años, fue coronado el 24 de noviembre de 1912 por el hacedor de reyes Tupu Taingakawa[22], tímido y físicamente débil, tras haber sufrido durante mucho tiempo reumatismo, artritis y enfermedades cardíacas. Con el fuerte apoyo de su primo y protector Te Puea (más tarde conocido ampliamente como la "Princesa Te Puea"), resistió un desafío a su autoridad por parte de Taingakawa, quien estableció un kauhanganui (asamblea) rival en Rukumoana, cerca de Morrinsville. Te Puea construyó instalaciones en el Mangatawhiri pā y revivió la recitación de la historia tribal, el canto de canciones Waikato y otras tradiciones culturales.: 66–71 
En 1913 Taingakawa convenció a Te Rata para que encabezara otra delegación a Inglaterra para pedir a la Corona que revocara las confiscaciones de tierras como una violación del Tratado de Waitangi. Una reunión intertribal en Raglan decidió que todos los adherentes del Movimiento del Rey contribuirían con un chelín por cabeza para cubrir los gastos y la delegación de cuatro hombres zarpó de Auckland el 11 de abril de 1914. Después de haber sido rechazados inicialmente, el 4 de junio obtuvieron una audiencia con el  rey Jorge V y la  Reina María con la condición de que no se planteara nada vergonzoso. Salieron de Inglaterra el 10 de agosto, sin haber obtenido nada más que la seguridad de que sus reclamaciones serían devueltas al Gobierno de Nueva Zelanda.: 74–77 
Con Nueva Zelanda ya involucrada en la Primera Guerra Mundial a la vuelta de Te Rata, el Rey desalentó el alistamiento de Waikato, tanto por la declaración de Tawhaio de 1881 de que Waikato Māori nunca más lucharía y continuaría el resentimiento por la injusticia de la confiscación. Explicó Te Puea: "Nos dicen que luchemos por el rey y la patria. Tenemos un rey, pero no tenemos un país, que nos han quitado".: 77–78  A partir de junio de 1917, la Ley del Servicio Militar fue enmendada para aplicar el servicio militar a todos los Māori, aunque el ministro de Defensa aconsejó a los oficiales que se aplicara sólo a Waikato Māori. El 11 de julio de 1918, la policía llegó a Te Paina, el sitio web del King Movement pā en Mangatawhiri, y comenzó a arrestar a los hombres que no se habían presentado al servicio militar. Los hombres fueron transportados al campo de entrenamiento del ejército de Narrow Neck en Auckland, donde fueron castigados repetidamente por negarse a vestirse con uniforme militar. Al final de la guerra 111 permanecieron en confinamiento; fueron liberados en mayo de 1919. La postura anti-conscripción llevó a que el movimiento Kīngitanga fuera ampliamente considerado por Pākehā como traidores sediciosos y simpatizantes alemanes y también abrió una brecha entre Te Puea y Pomare, que a lo largo de la guerra instó a todos los miembros de Māori a luchar por las fuerzas del imperio.: 80–96 
Te Puea continuó fortaleciendo su posición como organizadora y líder espiritual. Fue pionera en los esfuerzos para atender a las víctimas de la epidemia de influenza de 1918, ayudó a Waikato Māori a convertir tierras no utilizadas en granjas y desarrolló el nuevo hogar espiritual y cultural del movimiento, el Tūrangawaewae marae en Ngāruawāhia El primer hui se celebró allí el 25 de diciembre de 1921.: 104–108, 113 
Te Rata murió el 1 de octubre de 1933. Te Puea rechazó la propuesta de convertirla en la monarca de Māori, creyendo que Koroki, de 21 años, el hijo mayor de Te Rata, era el heredero legítimo al trono.: 160 

### Koroki Mahuta

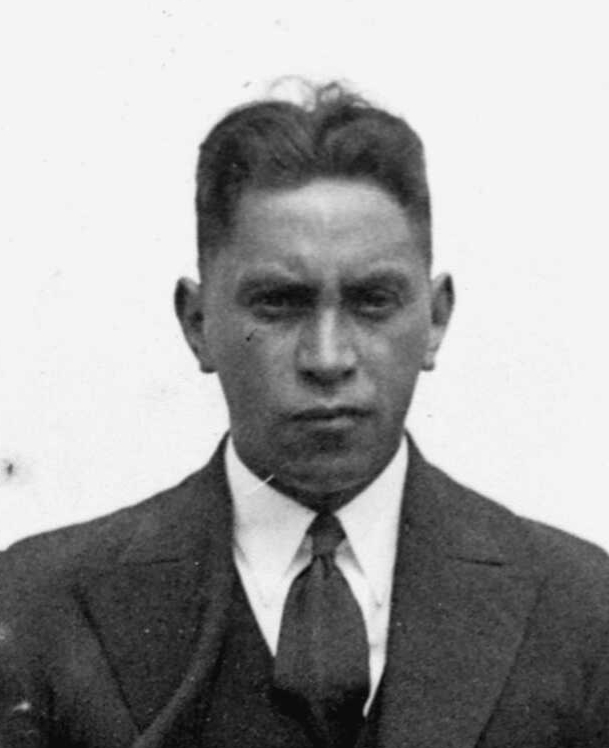
Koroki Mahuta, quinto rey maorí, fue coronado en 1933

Koroki Te Rata Mahuta Tāwhiao Pōtatau Te Wherowhero fue el quinto en la línea de Māori kings. Tímido y reservado, fue coronado el 8 de octubre de 1933 a la edad de unos 25 años y aceptó el papel a regañadientes, protestando que con tantos Waikato Māori viviendo en la pobreza no podían permitirse un rey. A lo largo de su reinado estuvo bajo la fuerte pero conflictiva influencia de varias facciones opuestas que crearon algunas controversias; también perdió notablemente una batalla con los políticos para mantener a King Country libre de licencias de bebidas alcohólicas. El 30 de diciembre de 1953, la Reina Isabel realizó una breve visita a Tūrangawaewae; el gobierno le negó el permiso para pronunciar un discurso en el que iba a dar el paso histórico de declarar lealtad a la Corona británica, pero posteriormente se envió una copia del discurso a la Reina. A partir de finales de los años cincuenta su salud comenzó a deteriorarse y murió en Ngāruawāhia el 18 de mayo de 1966.

### Te Atairangikaahu
Te Atairangikaahu, hija de Māori Rey Korokī Mahuta, fue elegida como la primera Reina de Māori el 23 de mayo de 1966 y sirvió hasta su muerte el 15 de agosto de 2006. En los Honores de Año Nuevo 1970 Te Atairangikaahu fue el primer Māori en ser nombrado Dama Comandante de la Orden del Imperio Británico por sus destacados servicios a las gentes Māori .... Su reinado de 40 años fue el más largo de cualquier monarca de Māori.

### Tūheitia Paki
Tras la muerte de su célebre madre, Dame Te Atairangikaahu, Tuheitia Paki prestó juramento como Rey de Māori el 21 de agosto de 2006. En agosto de 2014, Tūheitia Paki creó Māori Honours System. Hay tres premios: la Orden del Rey Pootatau Te Wherowhero; la Orden del Taniwhaa; y la Ilustre Orden de la Reina Te Arikinui Te Atairangikaahu.
El rey Tuheitia ha fallecido el viernes 30 de agosto de 2024, a los 69 años de edad. El primer ministro de Nueva Zelanda, Christopher Luxon, dijo en un comunicado que el país lamenta la pérdida de Kiingi Tuheitia: "Su compromiso inquebrantable con su pueblo y sus incansables esfuerzos por defender los valores y las tradiciones de Kingitanga han dejado una huella indeleble en nuestra nación", afirmó (fuente: Reuters).

## Sucesión
El monarca es nombrado por los líderes de las tribus involucradas en el movimiento Kīngitanga el día del funeral del monarca anterior y antes del entierro.
En principio la posición de Māori monarca no es hereditaria. Hasta ahora, sin embargo, la monarquía ha sido hereditaria en efecto, como cada nuevo monarca Māori ha sido el heredero del monarca anterior por primogenitura cognástica, descendiendo en siete generaciones desde Pōtatau Te Wherowhero hasta el actual rey Māori. Con cada monarca sucesivo, el papel de la familia de Pōtatau se ha afianzado, aunque después de que finalice cualquier reinado existe la posibilidad de que el manto pase a alguien de otra familia o tribu si los jefes de las distintas tribus están de acuerdo.

## Poderes
El Kīngitanga ha sido una monarquía parlamentaria electa desde 1890. El poder está dividido entre el Kauhanganui, el parlamento Kīngitanga y Waikato Tainui, y el monarca permanente Māori. La posición del rey Māori es principalmente un papel ceremonial muy respetado dentro de la tribu Waikato Tainui con poderes limitados. Sin embargo, el monarca permanente puede influir en la política tribal basándose en su maná y tiene derecho a nombrar a uno de los 11 miembros del Te Arataura, la junta ejecutiva del Kauhanganui.
Aunque los monarcas de Kīngitanga no están reconocidos por la ley de Nueva Zelanda ni por muchas tribus de Māori, tienen la distinción de ser jefes supremos de un número importante de tribus de Māori y ejercen algún poder a nivel local, especialmente dentro de los iwi Tainui.

## Lista de monarcas maorís
- Pōtatau Te Wherowhero 1858–1860
- Tāwhiao 1860–1894
- Mahuta Tāwhiao 1894–1912
- Te Rata Mahuta 1912–1933
- Korokī Mahuta 1933–1966
- Te Atairangikaahu 1966–2006
- Tuheitia Paki 2006–2024
- Ngā Wai Hono i te Pō 2024-actualidad